# Nănești, Maramureș
Nănești este un sat în comuna Bârsana din județul Maramureș, Transilvania, România.

## Istoric
Prima atestare documentară: 1412 (Nanfalua). 

## Etimologie
Etimologia numelui localității: Din n. grup nănești < n.fam. Nan (< antroponimul Anania, nume calendaristic < ebr. Chanania) + suf. -ești. 

## Demografie
La recensământul din 2011, populația era de 672 locuitori. 

## Personalități locale
- Gheorghe Mihai Bârlea (n. 1951), poet, politician, senator; prefect al județului Maramureș (octombrie 1997 - octombrie 2000); membru fondator al Fundației Academia Civică. Premiul pentru debut (vol. Din penumbră) la Salonul Național de carte de la Cluj (1998). Membru USR.
- Vasile Bârlea (n. 1951), pictor-restaurator.
- Echim Vancea (n. 1951), membru fondator al Cenaclului Alexandru Ivasiuc, membru al Asociației Măiastra; director al Editurii Echim. Vol. Fotografie după un original pierdut (1990), Doctor fără arginți (1997), Abatere de la dialog (1998) etc.